# Gender & Development
Gender & Development est une revue d'évaluation par les pairs trisannuelle publiée par Taylor & Francis et Oxfam pour « promouvoir, inspirer et soutenir le développement de la politique et de la pratique. », La rédactrice en chef est Caroline Sweetman (Oxfam International).

## Numéro « virtuel »
Un numéro spécial « virtuel » de la revue sur les Intersecting Inequalities (« inégalités intersectionnelles ») a été créé pour le Symposium International sur le Genre et Intersectionnalité, organisé par Oxfam et Le centre pour le genre dans les organisations, Simmons Management, à Boston les 23 et 24 mars 2015,.